# キダル圏
キダル圏（キダルけん、フランス語：Cercle de Kidal）は、マリ共和国の地方行政区画でキダル州を構成する圏のひとつ。行政の中心地はキダルにおかれる。下級単位のコミューンは3つあり、2009年の統計で人口は33,087人を数える。
気候は極僅かな雨量と大きな気温変化が伴う典型的なサハラ性砂漠気候である。年間平均降水量は130mmであるが、1999年には204mmを記録し、1990年には僅か66mmの記録となっている。

## コミューン
キダル圏には以下のものがある。
- アネフィフ（fr:Anefif）
- エスーク（fr:Essouk）
- キダル（都市コミューン）